# The Testaments
The Testaments és una novel·la del 2019 de Margaret Atwood. És una seqüela de The Handmaid's Tale (1985). Els esdeveniments de la novel·la es produeixen quinze anys després dels esdeveniments de The Handmaid's Tale. La novel·la està narrada per la tieta Lydia, un personatge de la novel·la anterior; Agnes, una jove que viu a Galaad; i Daisy, una jove que viu al Canadà.
La novel·la va ser guanyadora del premi Man Booker 2019, juntament amb la novel·la Girl, Woman, Other de Bernardine Evaristo.
El 2020 fou publicada en traducció catalana a Quaderns Crema.

## Protagonistes
Les principals protagonistes de la novel·la són Agnes, una òrfena adoptada per una família de Gileadean que es prepara per assumir el seu paper assignat com a dona d'un comandant al començament de la novel·la; i Daisy, que va ser exiliada fora de Gilead i viu a Toronto amb pares adoptius que posseeixen una botiga de roba vintage al barri de Queen Street West. Tant Agnes com Daisy són filles d'Ofred, la protagonista de The Handmaid's Tale. Les dues dones van ser criades sense conèixer l'origen de l'altra.

## Recepció
Serena Davies de The Daily Telegraph va descriure The Testaments com "una seqüela descarada i poderosa". Va concloure que "Atwood ens ha entregat una peça de narració propulsora, gairebé sense alè, plena de amb voltes i girs dignes d'una novel·la gòtica".